# Катерина Острозька (1560–1579)
Катерина Анна Острозька (пол. Katarzyna Anna Ostrogska, нар. 1560 — пом. 3 серпня 1579) — руська княжна, донька Костянтина Василя Острозького й Софії Тарновської, друга дружина польного гетьмана литовського Христофора Радзивілла.

## Біографія
Катерина народилася 1560 року в Києві у родині київського воєводи Костянтина Василя Острозького та його дружини Софії Тарновської. Мала братів Костянтина, Януша та Олександра й старшу сестру Єлизавету. Шлюб батьків, попри різне віросповідання, був гармонійним, сама Катерина була охрещена за католицьким обрядом.
Матір померла, коли Катерині виповнилося лишень 10 літ. Батько більше не одружувався. Він був дуже заможною людиною, володів численними статками та носив прізвисько «некоронованого короля Русі».
До 1574 року родина мешкала переважно в Дубні. Тут розміщувалася офіційна резиденція Костянтина Василя Острозького, знаходилися князівські військові сили, значна кількість челяді, прислуги та чиновників. У Дубенському замку він приймав закордонні делегації світської й релігійної влади, купців, старост, намісників монастирів.
Відомо, що в березні в 1577 році брат Катерини, Януш, за велінням батька збройно вирушив до Дубна, аби вберегти сестру від татар, котрі туди прямували. Ординці, яких було понад 2000, підійшли до Дубна 4 березня 1577. Вони мали на меті пограбувати замок і взяти Катерину в полон. Януш змусив їх відійти, але, відступаючи, татари спалили понад 200 сіл, які належали Острозьким.

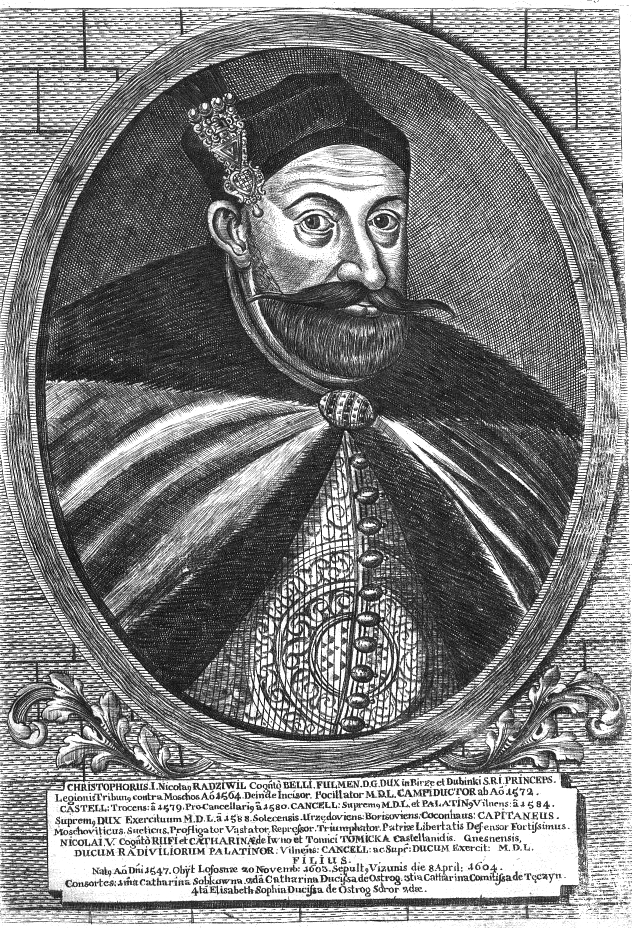
Христофор «Перун» Радзивілл

У 18-літньому віці Катерина була видана заміж за 31-річного польного гетьмана литовського й підчашого Христофора Радзивілла. Наречений був удівцем, попередня дружина та малолітні діти померли за кілька років перед цим. За Томашем Кемпою, справи, пов'язані із передшлюбним контрактом Христофора та Катерини, влагоджував подільський воєвода Миколай Мелецький. Вінчання пройшло 22 липня 1578 у Дубно. Польський поет Ян Кохановський присвятив їхньому весіллю панегіричний вірш «Епіталаміум».
За рік Катерина народила сина Януша (1579—1620) — підчаший литовський у 1599—1619 роках, імперський князь, був двічі одруженим, мав четверо дітей.
Через місяць після народження сина, Катерини не стало. Похована у Соборі святих Станіслава і Владислава у Вільно. Як постає із джерел, київський воєвода болісно сприйняв смерть доньки, першої із чотирьох дітей, котрих він втратив за свого життя.
Христофор Перун Радзивілл згодом був ще двічі одруженим, у тому числі зі старшою сестрою Катерини, Єлизаветою.